# Liste der Einträge in das National Register of Historic Places im Taos County
Diese Liste der Einträge im National Register of Historic Places im Taos County enthält alle im Taos County, New Mexico in das National Register of Historic Places eingetragenen Gebäude, Bauwerke, Objekte, Stätten oder historischen Distrikte.
Diese Liste entspricht dem Bearbeitungsstand des National Park Service/National Register of Historic Places vom 18. Oktober 2024.

## Legende
| NRHP | Historic Place                      |
| NHL  | National Historic Landmark          |
| NHLD | National Historic Landmark District |
| HD   | National Historic District          |

## Aktuelle Einträge
| [ 2 ] | Name                                                            | Bild                                | Eintragsdatum                  | Lage | Ort                    | Beschreibung |
| ----- | --------------------------------------------------------------- | ----------------------------------- | ------------------------------ | --- | ---------------------- | ------------ |
| 1     | Bernard J. Beimer House                                         | Bernard J. Beimer House             | 22. März 2006 ID-Nr. 06000156  | 215 Beimer Avenue 36° 25′ 0″ N, 105° 34′ 18″ W                                                                       | Taos                   |              |
| 2     | Governor Charles Bent House                                     | weitere Bilder                      | 16. Nov. 1978 ID-Nr. 78001831  | Bent St. 36° 24′ 31″ N, 105° 34′ 22″ W                                                                               | Taos                   |              |
| 3     | Black Copper Mine and Stamp Mill                                | weitere Bilder                      | 27. Okt. 2000 ID-Nr. 00000875  | Black Copper Canyon Rd. 36° 38′ 14″ N, 105° 22′ 13″ W                                                                | Red River              |              |
| 4     | Ernest L. Blumenschein House                                    | weitere Bilder                      | 15. Okt. 1966 ID-Nr. 66000495  | Ledoux St. 36° 24′ 21″ N, 105° 34′ 34″ W                                                                             | Taos                   |              |
| 5     | Carson School                                                   | Carson School                       | 13. Feb. 1986 ID-Nr. 86000233  | New Mexico State Road 96 36° 21′ 53″ N, 105° 45′ 55″ W                                                               | Carson                 |              |
| 6     | Kit Carson House                                                | weitere Bilder                      | 15. Okt. 1966 ID-Nr. 66000948  | Kit Carson Ave. 36° 24′ 25″ N, 105° 34′ 20″ W                                                                        | Taos                   |              |
| 7     | Chapel of Santa Cruz                                            | weitere Bilder                      | 14. Apr. 1975 ID-Nr. 75001174  | südlicher Vorplatz an der U.S. Route 285 36° 18′ 11″ N, 106° 2′ 46″ W                                                | Ojo Caliente           |              |
| 8     | Laureano Cordova Mill                                           |                                     | 5. Nov. 1974 ID-Nr. 74001212   | in der Nähe der New Mexico State Road 75 36° 11′ 26″ N, 105° 40′ 8″ W                                                | Vadito                 |              |
| 9     | Eanger Irving Couse House and Studio—Joseph Henry Sharp Studios | weitere Bilder                      | 28. Sep. 2005 ID-Nr. 05001096  | 146 Kit Carson Rd. 36° 24′ 29″ N, 105° 34′ 18″ W                                                                     | Taos                   |              |
| 10    | Nicholai Fechin House                                           | weitere Bilder                      | 31. Dez. 1979 ID-Nr. 79001558  | 227 Paseo del Pueblo Norte 36° 24′ 37″ N, 105° 34′ 9″ W                                                              | Taos                   |              |
| 11    | Leon Gaspard House                                              | weitere Bilder                      | 23. Feb. 1979 ID-Nr. 79001559  | an der Straßenecke der Raton Road und der Kit Carson Road 36° 23′ 44,8″ N, 105° 33′ 54″ W                            | Taos                   |              |
| 12    | Harwood Foundation                                              | weitere Bilder                      | 22. Dez. 1976 ID-Nr. 76001200  | LeDoux St. 36° 24′ 20″ N, 105° 34′ 36″ W                                                                             | Taos                   |              |
| 13    | E. Martin Hennings House and Studio Historic District           | weitere Bilder                      | 5. Juli 1990 ID-Nr. 90001028   | südöstlich der Straßenkreuzung der Dolan St. und Kit Carson Rd. 36° 24′ 1″ N, 105° 34′ 3″ W                          | Taos                   |              |
| 14    | Howiri-ouinge                                                   |                                     | 7. Apr. 1983 ID-Nr. 83001633   | an der Verbindung der U.S. Route 285 mit der State Road 96 36° 18′ 11,1″ N, 106° 2′ 48,1″ W                          | Ojo Caliente           |              |
| 15    | La Loma Plaza Historic District                                 | weitere Bilder                      | 8. Juli 1982 ID-Nr. 82003339   | New Mexico State Road 240 36° 24′ 23″ N, 105° 34′ 50″ W                                                              | Taos                   |              |
| 16    | La Morada de Nuestra Senora de Guadalupe                        | weitere Bilder                      | 29. Juni 1976 ID-Nr. 76001201  | Penitente Road 36° 24′ 22,9″ N, 105° 33′ 47,5″ W                                                                     | Taos                   |              |
| 17    | Las Trampas Historic District                                   | weitere Bilder                      | 28. Mai 1967 ID-Nr. 67000007   | an der New Mexico State Road 76 36° 7′ 57″ N, 105° 45′ 47,9″ W                                                       | Las Trampas            |              |
| 18    | D.H. Lawrence Ranch Historic District                           | weitere Bilder                      | 15. Jan. 2004 ID-Nr. 03001410  | Lawrence Road, östlich der New Mexico State Road 522 und der U.S. Forest Service Rd. 7 36° 34′ 55″ N, 105° 35′ 37″ W | San Cristobal          |              |
| 19    | Mabel Dodge Luhan House                                         | weitere Bilder                      | 15. Nov. 1978 ID-Nr. 78001832  | Luhan Lane 36° 24′ 29″ N, 105° 33′ 51,8″ W                                                                           | Taos                   |              |
| 20    | Orin Mallette Cabin                                             | weitere Bilder                      | 23. Feb. 1984 ID-Nr. 84003055  | westlich von Red River 36° 42′ 28″ N, 105° 25′ 34″ W                                                                 | Red River              |              |
| 21    | Sylvester M. Mallette Cabin                                     | Sylvester M. Mallette Cabin         | 23. Feb. 1984 ID-Nr. 84003056  | River St. und Copper King 36° 42′ 20″ N, 105° 24′ 13″ W                                                              | Red River              |              |
| 22    | Severino Martinez House                                         | weitere Bilder                      | 23. Apr. 1973 ID-Nr. 73001153  | in der Nähe des Taos Plaza, an der Lower Ranchitos Road 36° 24′ 3,5″ N, 105° 36′ 28,5″ W                             | Taos                   |              |
| 23    | Melson-Oldham Cabin                                             | Melson-Oldham Cabin                 | 23. Feb. 1984 ID-Nr. 84003057  | südöstlich von Red River 36° 41′ 18″ N, 105° 23′ 13″ W                                                               | Red River              |              |
| 24    | Molino de los Duranes                                           |                                     | 3. Feb. 2020 ID-Nr. 100004918  | 83 Camino Abajo de la Loma 36° 20′ 57,8″ N, 105° 36′ 9,7″ W                                                          | Rancho de Taos, Vorort |              |
| 25    | Ojo Caliente Hot Springs Round Barn                             | Ojo Caliente Hot Springs Round Barn | 6. Okt. 2003 ID-Nr. 03000996   | nördlich der New Mexico State Road 414 36° 18′ 37″ N, 106° 2′ 48″ W                                                  | Ojo Caliente           |              |
| 26    | Ojo Caliente Mineral Springs                                    | weitere Bilder                      | 17. Nov. 1985 ID-Nr. 85003496  | New Mexico State Road 414 36° 18′ 17″ N, 106° 3′ 6″ W                                                                | Ojo Caliente           |              |
| 27    | Peñasco High School                                             |                                     | 26. Jan. 2023 ID-Nr. 100008588 | 15086 New Mexico State Road 75 36° 10′ 11,6″ N, 105° 41′ 12,1″ W                                                     | Peñasco                |              |
| 28    | Picuris Pueblo                                                  | weitere Bilder                      | 13. Aug. 1974 ID-Nr. 74001211  | südlich von Taos 36° 12′ 5″ N, 105° 42′ 32″ W                                                                        | Taos                   |              |
| 29    | Pierce-Fuller House                                             | Pierce-Fuller House                 | 23. Feb. 1984 ID-Nr. 84003058  | High Street 36° 42′ 42″ N, 105° 24′ 37″ W                                                                            | Red River              |              |
| 30    | Posi-ouinge                                                     | Posi-ouinge                         | 5. Aug. 1993 ID-Nr. 93000675   | hinter dem Ojo Caliente Mineral Springs Resort, 50 Los Banos Drive 36° 18′ 18,8″ N, 106° 3′ 5,8″ W                   | Ojo Caliente           |              |
| 31    | Ranchos de Taos Plaza                                           | weitere Bilder                      | 2. Okt. 1978 ID-Nr. 78001830   | in der Nähe der U.S. Route 64 36° 21′ 30″ N, 105° 36′ 28″ W                                                          | Ranchos de Taos        |              |
| 32    | Red River Schoolhouse                                           | weitere Bilder                      | 23. Feb. 1984 ID-Nr. 84003059  | High Street 36° 42′ 23″ N, 105° 24′ 0″ W                                                                             | Red River              |              |
| 33    | Rio Grande Gorge Bridge                                         | weitere Bilder                      | 15. Juli 1997 ID-Nr. 97000733  | New Mexico State Road 111 über die Schlucht des Rio Grande 36° 28′ 34″ N, 105° 43′ 55,9″ W                           | Taos                   |              |
| 34    | San Francisco de Assisi Mission Church                          | weitere Bilder                      | 15. Apr. 1970 ID-Nr. 70000416  | The Plaza 36° 21′ 31″ N, 105° 36′ 28″ W                                                                              | Ranchos de Taos        |              |
| 35    | San José de Gracia Church                                       | weitere Bilder                      | 15. Apr. 1970 ID-Nr. 70000415  | nördlicher Teilbereich des Plaza 36° 7′ 53″ N, 105° 45′ 28″ W                                                        | Las Trampas            |              |
| 36    | San Ysidro Oratorio                                             |                                     | 5. Jan. 1984 ID-Nr. 84003060   | New Mexico State Road 240 36° 23′ 12″ N, 105° 37′ 41″ W                                                              | Los Cordovas           |              |
| 37    | Taos Downtown Historic District                                 | weitere Bilder                      | 8. Juli 1982 ID-Nr. 82003340   | Abschnitte der New Mexico State Road 3 und der New Mexico State Road 240 36° 24′ 24″ N, 105° 34′ 23″ W               | Taos                   |              |
| 38    | Taos Inn                                                        | weitere Bilder                      | 5. Feb. 1982 ID-Nr. 82003341   | Pueblo del Norte 36° 24′ 28″ N, 105° 34′ 19,9″ W                                                                     | Taos                   |              |
| 39    | Taos Pueblo                                                     | weitere Bilder                      | 15. Okt. 1966 ID-Nr. 66000496  | nördlich von Taos 36° 28′ 18,9″ N, 105° 33′ 34,9″ W                                                                  | Taos                   |              |
| 40    | Tres Piedras Administrative Site                                | weitere Bilder                      | 5. Aug. 1993 ID-Nr. 92000341   | westlich der U.S. Route 285, nördlich von Tres Piedras 36° 39′ 13″ N, 105° 58′ 10″ W                                 | Tres Piedras           |              |
| 41    | Tres Piedras Railroad Water Tower                               | weitere Bilder                      | 2. Feb. 1979 ID-Nr. 79001560   | in der Nähe der U.S. Route 285 36° 38′ 51″ N, 105° 57′ 55″ W                                                         | Tres Piedras           |              |
| 42    | Turley Mill and Distillery Site                                 |                                     | 16. Nov. 1978 ID-Nr. 78001833  | außerhalb, nördlich von Taos 36° 32′ 23″ N, 105° 37′ 19″ W                                                           | Taos                   |              |
| 43    | Brigham J. Young House                                          | Brigham J. Young House              | 23. Feb. 1984 ID-Nr. 84003063  | Main Street 36° 42′ 23″ N, 105° 24′ 0″ W                                                                             | Red River              |              |